# زرارة توفيق
توفيق زرارة لاعب كرة قدم جزائري ويلعب حاليا لنادي وفاق سطيف. ولد يوم 2 فيفري 1986.